# 狂つた一頁
『狂つた一頁』（くるったいちぺいじ、小書き表記：『狂った一頁』）は、1926年（大正15年）9月に公開された日本のサイレント映画である。監督は衣笠貞之助、主演は井上正夫。衣笠が横光利一や川端康成などの新感覚派の文学者と結成した新感覚派映画聯盟の第1回作品で、日本初の本格的な前衛映画（アヴァンギャルド映画）である。精神病院を舞台に、過去の心的外傷で精神を患い入院した妻を見守るために、その病院で小使として働く老人を主人公とする家庭悲劇の物語が、過去と現在、幻想と現実、狂気と正気を交錯させながら展開される。
物語は松沢病院を見学した衣笠の発案によるもので、川端、衣笠、犬塚稔、沢田晩紅の4人の共同で脚本が作成され、撮影終了後に川端名義でシナリオが雑誌上に発表された。衣笠がプロデューサーを兼任した自主製作映画として作られ、撮影は1926年（大正15年）5月に松竹下加茂撮影所を借りて行われた。同年9月に新宿の武蔵野館などの洋画専門館で封切られ、映画評論家や識者から高い評価を受けたが、興行的には失敗した。新感覚派映画聯盟は本作を残しただけで解散したが、本作はその後の横光や川端のいくつかの作品描写や文体に影響を与えた面もあった。
1920年代のヨーロッパの前衛映画運動の潮流と呼応する作品であり、『カリガリ博士』（1920年）などのドイツ表現主義映画や、フランス印象主義映画から強い影響を受けている。光と影のコントラストを強調した表現主義的な照明、短いショットをリズミカルにつなぐ手法のフラッシュ、フラッシュバック、オーバーラップ、クローズアップ、多重露光などの映画的技法が駆使され、純粋な映像だけによる表現が追求されている。映像の純粋性をねらう横光の提案により、サイレント映画でありながら全編が無字幕となっているが、実際の上映には活動弁士の説明が伴っていたため、映像の純粋性を保持することはできず、その点は公開当時に識者から批判された。
公開後、本作は長らく失われた映画と考えられていたが、1971年（昭和46年）正月に衣笠の自宅の蔵から偶然フィルムが発見された。衣笠は自らこれを再編集し、新たに伴奏音楽を付けた「ニュー・サウンド版」を製作し、1975年（昭和50年）10月に岩波ホールで一般公開された。フィルムの発見以後、フランスやイギリス、アメリカなどの欧米各国でも上映されており、国際的にも高い評価を受けている。今日まで多くの映画史研究者により、世界映画史における記念碑的作品として認められ、多くの国々の映画界でよく知られている作品である

## ストーリー
参照：
深夜の精神病院。外では激しい雨が降る中、女性患者の踊り子は何かに取り憑かれたように踊り続けている。この病院で小使として働く老人は鉄格子の付いた病室の前にたたずみ、ひとりの狂人の女性を見つめている。この女性は小使の妻であるが、狂気のせいで夫を識別することができない。小使は元船員で、長い航海生活で家庭を顧みず、そのせいで妻は孤独にさいなまれ、幼い子供と投身自殺を図ったが、子供だけ死なせて生き残ったことから発狂し、この病院に収容された。老人は自責の念にかられ、妻を見守るためにこの病院で働いているのだが、病院の人たちは全員、彼が患者の夫であるということを知らない。
翌朝、夫妻の娘が縁談を報告するために病院を訪ねるが、そこで自分の父親が病院で働いていることを知り、驚愕と怒りを覚える。娘は病室へ向かうが、何の反応もない母に失望し、母を狂わせた父を許す気にもなれずに病院を去る。病院では朝の診察が行われ、小使は妻を診る医師に彼女の容態を聞くが、相手にされない。一方、娘は病院に戻り、門番の少年に小使のことを聞く。小使は娘と再会し、過去の仕打ちに対して許しを請い、結婚について尋ねる。朝の散歩を許された妻は、芝生を歩きながら静かに空を眺め、小使と娘は少し離れたところから妻の姿を見守るが、突然患者のひとりが娘に襲いかかろうとし、娘は走って病院を抜け出す。
このあと、病院では患者の踊り子がふたたび踊り出し、それを見た他の患者たちが興奮して騒ぎ出し、看守や看護婦たちが患者たちを連れ戻そうとする。そのさなかにひとりの狂人が小使の妻を誤って殴り、激昂した小使と大喧嘩となり、小使は医師に叱責される。昼、うたた寝をした小使は、街の福引きで一等賞の箪笥を引き当て、娘の婚礼のお祝い品ができたと喜び、娘が嬉しそうに父に飛びつくという幻想を見る。昼食の時間のあと、娘が父のもとを訪ね、結婚の話は母親が狂人だと判明して崩れかけていると言うが、小使は結婚を断念するよう諭したため、娘は反抗的な態度で出て行ってしまう。
その夜、小使は妻を病院から脱出させようと図り、人目を避けて妻を病室から連れ出すが、妻は暗闇を怖がって病室へ戻ってしまう。小使は看守の足音に気付き部屋へ逃げるが、その時に扉の鍵を落としてしまう。その後、小使はふたたび妻を連れ出そうとする幻想を見る。その幻想では、小使が院長や狂人たちを殺し、そこへ花嫁衣装を着た娘と花婿然とした狂人の乗る自動車が駆けつけ、妻が車の前に立ちはだかると、娘は夫に母親の姿を見せまいと努め、さらに殺されたはずの院長たちが霊柩車に乗り込むといった、悪夢のような状況が繰り広げられる。続けて小使は、狂人や妻の顔に次々と「笑いの面」（能の面など）をかぶせ、自身にも面を付けるという幻想を見る。翌朝、妻は安らかに眠り、踊り子もいつものように踊っている。鍵を失くした小使は妻の顔を見に行くことができなくなり、いつものように黙々と廊下を掃除する。

## キャスト
特記がない限りは本編（ニュー・サウンド版）のクレジットに基づく。
- 小使：井上正夫
- 妻：中川芳江
- 娘：飯島綾子
- 青年：根本弘
- 医師：関操
- 狂人A：高勢実
- 狂人B：高松恭助
- 狂人C：坪井哲
- 踊り子：南栄子
- 門番の息子：滝口新太郎（ノンクレジット）[20]

## スタッフ
- 監督・製作：衣笠貞之助[17]
- 原作：川端康成[19]
- 脚本：川端康成、衣笠貞之助、犬塚稔、沢田晩紅[21][注 1]
- 撮影：杉山公平[19]
- 現像主任：阿部茂正[19]
- 舞台装置：林華作、尾崎千葉[19]
- 配光：内田昌夫[19]
- 撮影補助：円谷英一[19]
- 監督補助：小石栄一、大杉正巳[19]
- タイトル：武田清[19]
- 音楽：村岡実、倉嶋暢（ニュー・サウンド版）[17]

## 製作

### 新感覚派映画聯盟の結成
1925年（大正14年）10月、マキノ・プロダクションに所属していた衣笠貞之助は、直木三十五の聯合映画芸術家協会製作下で、野心的作品『日輪』（卑弥呼を題材にした横光利一の小説『日輪』原作）を監督し、これを機に横光と知己を得た。しかし、『日輪』は右翼団体から抗議を受け、牧野省三の判断で上映中止となり、衣笠がマキノのもとを去る原因となった。当時の日本映画界では映画監督が自主独立して映画を作ることは珍しかったが、衣笠は満30歳を迎えた翌1926年 （大正15年）に「誰からも掣肘を受けずに、自由に思いのままの映画を作ってみたい」と考え、また俳優時代から溜まっていた金が映画1本分の製作資金になっていたこともあり、マキノのもとを離れて独立した。
衣笠はまず、映画製作に必要なカメラを手に入れるため、知人のドイツ人青年アルデンボーグに頼んで、4000円もする映画用カメラのパルボK型を上海まで買いに行かせた。バルボK型は4つのレンズが付き、400フィートのフィルムを装填できるカメラで、本作の撮影でも用いられた。さらに京都市の自宅に現像所を設け、撮影所として自宅近くの茶畑の空地を借り受けた。衣笠が最初に構想した作品はサーカスを舞台とした老人の物語で、巡業サーカスの一座を1か月間借り切り、茶畑の空地にサーカス団の天幕を張って、それを撮影所代わりにして撮影するという計画を立てた。
1926年（大正15年）3月、衣笠はこの新しい映画製作の相談をするため、妻の看病のため葉山に滞在していた横光のもとを訪れた。衣笠は以前から新感覚派の作家である横光の実験的な小説に関心を示し、芸術的共感を持っていた。横光は衣笠の計画に積極的に応じ、『文藝時代』同人の川端康成、片岡鉄兵、岸田國士や、池谷信三郎らに声をかけることにした。川端は当時、『文藝時代』の合評会に出席するため、滞在地の伊豆から上京していたが、4月2日に横光から「映画のことにて是非話したし直ぐ来い」という電報が届き、翌3日に葉山の横光のもとを訪ねると、居合わせた衣笠から「営利を度外視してよき芸術映画を製作せんとする企て」を聞かされた。川端も計画に乗り気になり、片岡たちを仲間に入れるため、3人で東京へ出て片岡の下宿を訪ねたが留守で、仕方なくホテルに泊まることになった。
4月10日、3人は東京ステーションホテルで片岡や岸田と相談をするはこびとなった。こうして衣笠と新感覚派作家の横光、川端、片岡、岸田をメンバーとする映画製作プロダクションの「新感覚派映画聯盟」が成立し、この映画の計画のために共同で案を練ることになった。新感覚派映画聯盟という名称は、東京ステーションホテルでの会合を嗅ぎつけた『報知新聞』の芸能記者の中代富士夫が、4月11日の新聞紙上にそれを報じた時に勝手に命名したものである。川端は4月末時点で、自分たちではまだ名称を決めたわけではなく、むしろ他にいい名称が思いつかないため、ただ便宜的に新感覚派映画聯盟という名称を使っているだけであると明かしており、「製作の仕事が初まるまでに外のいい名称が見つかれば、勿論新感覚派云々なぞと云ふ窮屈な名称は用ひないつもりである」と述べている。その後、新感覚派映画聯盟という名称が独り歩きしたことで、いつの間にか正式なプロダクション名として採用されることになった。

### シナリオ

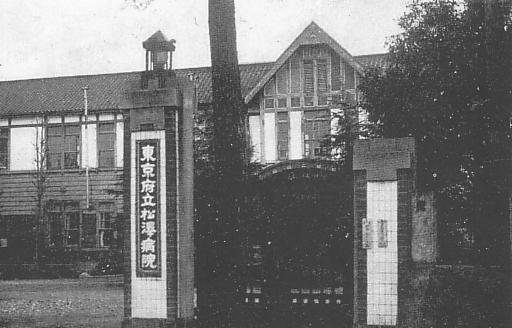
衣笠が見学した精神病院の松沢病院（1933年）。

はじめに衣笠が構想していたサーカスと老人の物語は、横光や川端たちと顔合わせをするうちに見送られ、代わりに手が空いていた岸田國士が『ゼンマイの戯れ』というシナリオを2日程で執筆した。このシナリオは特許マニアの定年前のサラリーマンを主人公にした、フランス的な風刺のきいた小喜劇だったが、映画向きではないという理由で没になった。そこで衣笠と川端たちは新橋の烏森にある旅館に泊まり込んで案を練ったが、なかなかいい案は出てこなかった。
そんなある日、衣笠は横光宅を訪ねようと駅を降りた時に見かけた、精神病にかかっているというある高貴な人の一行に奇妙な印象を受けたことがきっかけで、ふと蘆原将軍の入院していた東京の精神病院の松沢病院を見学しに行った。衣笠は患者の実態を目にして物語のヒントが浮かび、その夜に横光と川端に相談すると、精神病院が舞台の物語で案が決まった。シナリオの執筆には、横光は妻の看病で参加できず、片岡もスランプで書けず、結局一番手が空いていた川端が担当することになり、4月半ばから29日まで森ヶ崎の旅館・大金に泊まって執筆した。衣笠もこの時に川端と執筆するはずだったが、忙しくて手が回らなくなったという。
しかし、シナリオの第1稿は、撮影が始まる頃になっても完成はしていなかった。4月29日に川端は東京で衣笠に執筆途中のシナリオを渡し、5月のクランクイン後に遅れて撮影現場を訪れており、「僕東京にて衣笠氏に尻切れ蜻蛉のシナリオを渡したるままなれば、撮影の始まる前に京都へ来てゐねばならぬはず、それを十日近くもずるずると後れたる無責任、大いに責められる覚悟なりしも、衣笠氏遠慮せるにや、どうしてゐましたくらゐのことで助かる」と述べている。脚本が未完成であることは、「脚本がほんとうに完成するのは、映画ができてからである」と考える衣笠にとって問題ではなかった。衣笠は完成途中のシナリオを受け取ったあと、マキノ時代から組んでいた脚本家の沢田晩紅に、それをもとにした撮影台本を執筆させた。実際の撮影では、撮影台本とそれを補完する撮影メモが使用されたが、撮影中も衣笠、川端、沢田に犬塚稔を加えた4人で撮影台本の打ち合わせが行われ、執筆作業が続けられた。
撮影終了後、川端が撮影台本とメモをもとに、加筆や修正を施してシナリオとしてまとめ、7月1日刊行の『映画時代』創刊号に川端の名前で掲載した。ただし文末には「（このシナリオは、衣笠、犬塚、澤田等の諸氏に負ふところ多し、附記して、謝意を表す。）」と記されている。こうした経緯から、この公表されたシナリオは撮影に用いられたものではなく、事後的にまとめられたテクストと言えるものである。また、川端名義ではあるものの、成立するには複数の人物の手が加わっているため、川端をただひとりの作者と見なすことはできず、4人の合作によるものと言える。ただし、娘の父親が「小使」という設定は、川端の元恋人の伊藤初代の境遇と同じであるため、これは川端の発案とみるのが自然だと小谷野は述べている。このシナリオはその後、1958年（昭和33年）刊行の『キネマ旬報別冊 日本映画代表シナリオ全集2』と1965年刊行の『キネマ旬報別冊 日本映画シナリオ古典全集 第1巻』（ともにキネマ旬報社）、1975年（昭和50年）10月のニュー・サウンド版公開時の岩波ホールのパンフレットに掲載された。『川端康成全集』には、1959年（昭和34年）刊行の新潮社版12巻本の第1巻（11月30日刊）に初収録され、その後1969年（昭和44年）刊行の新潮社版19巻本の第1巻（5月25日刊）、1980年（昭和55年）刊行の新潮社版37巻本の第2巻（10月20日刊）にも再録された。

### スタッフとキャスト
本作の製作のために集結したスタッフは、「何か新しい映画を作ってみたい」という強い思いを抱く20代の青年ばかりだった。撮影監督は杉山公平が担当し、その後も衣笠と杉山は多くの作品でコンビを組んだ。後に特撮監督として知られる円谷英二（当時は円谷英一）は、当時小笠原プロダクションで現像技師をしていたが、知人だった杉山の誘いで新感覚派映画聯盟に加わり、杉山の撮影助手を務めた。
主演の小使役には、かねて衣笠が頭に描いていた舞台俳優の井上正夫に依頼した。井上はかつて衣笠と舞台を共にしたことのある旧知の間柄で、当時は日本演劇界の最高峰の役者のひとりとして知られていた。井上は採算を問わず芸術的な映画を作るという衣笠の企てを面白がり、5月の本郷座公演を休んでまで無償で出演を承諾した。さらに井上は老け役を演じるために、自ら額の毛を抜いて頭髪を薄くした。川端は井上のこの姿を見て、「東京にて会いし素顔の面影なきくらゐなり」と述べている。井上は自身の一座の子役俳優である滝口新太郎と愛犬を連れて撮影に参加し、滝口は門番の息子役として犬と一緒に出演した。
ほかの出演者では、衣笠の日活向島撮影所時代の同僚で、後に喜劇俳優として知られる高勢実乗（当時は高勢実）が狂人を演じ、パルボKを購入するため上海まで出向いた衣笠の知人のドイツ人アルデンボーグが精神病院の外国人医師役で出演した。川端の提案で付け加えられた踊り子役は、はじめ須田笑子を予定していたが、高田雅夫の舞踏公演に出演することになったため都合がつかず、代わりに15歳のコーラスガールだった南栄子が演じた。南は本作で舞踏家デビューし、その後は舞踏研究所を主宰してさまざまな創作ダンスを手がけ、新興舞踏界の花形として知られた。

### 撮影
撮影場所については、ストーリーの変更で当初予定していた茶畑の空地での撮影はできなくなったが、松竹重役の白井信太郎から犬塚を通じて、京都の松竹下加茂撮影所を使用する許可を得た。衣笠の自伝によると、新感覚派映画聯盟の新聞記事を読んだ白井が、犬塚を使者に立てて、下加茂撮影所を使ったらどうかと申し出てきたという。一方、犬塚の回想によると、衣笠の方から犬塚に下加茂撮影所を借用できるかどうかを白井に聞いてくれと頼んで来て、犬塚が仲介人となって、衣笠が直接白井に会って申し出たところ、無償で使用する許可を得ることができたといい、衣笠の自伝とは事が逆であると主張している。
当時の下加茂撮影所は使用されておらず、空家同然で荒れたまま放置されていたため、まず衣笠とスタッフたちで撮影所の草むしりを行い、5月6日に撮影を開始した。クルーは約70人で、衣笠とスタッフたちは撮影所の俳優部屋に合宿した。井上のスケジュールが5月いっぱいしか空けられないため、日程は苦しく、衣笠たちは不眠不休で働き、撮影は徹夜が続いた。手の空いている者はみな仕事を手伝い、スタッフのみならず井上を含む俳優たちも、大道具から小道具、その他雑務までこなした。日本髪の娘役の女優が多数出演する福引のシーンの撮影では、ちょうど開催中の葵祭のため町の髪結いは忙しくて呼べず、主人公の妻役の中川芳江が即席で彼女たちの髪を結った。
スタジオ内に精神病院の廊下や病室などのセットが組まれたが、低予算であるため、何もかもが手作りの工夫で作られた。スタジオは昼間に自然光で撮影するため総ガラス張りになっているグラス・ステージで、照明機材も古いカーボンライトが8台ほどしかなくて用意不十分だった。衣笠たちはライト不足を補うため、セットの壁に和紙を下貼りし、その上に銀粉を塗ることで、光の反射をよくする工夫を凝らした。さらに壁に立体感を出すため、近所の銭湯で手に入れた油煙を手塗りして、墨色のぼかしを付け、井上も率先してこの作業を手伝った。一方、病院の鉄格子やドアなどは本物を使用し、そのおかげで俳優たちは、壊れやすい作り物に気を遣わずにリアルな演技をすることができた。街や福引のシーンなど、精神病院の外の光景は下加茂撮影所の付近で撮影された。冒頭の豪雨のシーンは、はじめ自家用の水道で雨を降らせてみたが画にならなかったため、地元の消防署に頼んで、何日間か消防車を出動させて撮影した。
当時のサイレント映画の標準の撮影速度は1秒16コマ（16fps）だったが、本作は1秒18コマ（18fps）で撮影された。本作ではさまざまな撮影や編集の技法が使われたが、当時はまだ編集で使うラッシュプリントを作らずに、直接ネガで編集をしなければならず、またムビオラのような編集設備で画面の流れを確認することもできなかったため、大変な苦労がかかった。衣笠は撮影したフィルムの画面の流れを確認するため、カメラに撮影済みのフィルムを装填し、レンズをのぞきながらカメラの後部を開いて光を入れ、撮影時と同じ速度でクランクを回すことで、カメラをムビオラの代用とした。撮影助手の円谷は、本作でパン棒を使用してカメラを上下左右に振る撮影法を発見するなど、さまざまな撮影技法を研究し、それは後の特撮技術へと繋がっていくことになった。
クランクインから8日後の5月14日、衣笠に完成途中のシナリオを渡したままにしていた川端が撮影所入りし、10日間ほど現場に立ち会った。その間、川端は撮影を見学し、撮影台本の打ち合わせに参加したほか、クライマックスで狂人たちに面を付けるというアイデアを提案し、沢田と京極へ面を探しに回ったりするなど、重要なスタッフの一員として撮影に深く関与した。川端はこの時の出来事や印象を、「『狂つた一頁』撮影日記」（『週刊朝日』1926年5月30日号）や「『狂つた一頁』撮影余談」（『劇と映画』1926年8月号）に書き残している。

## 公開

### 試写と劇場公開

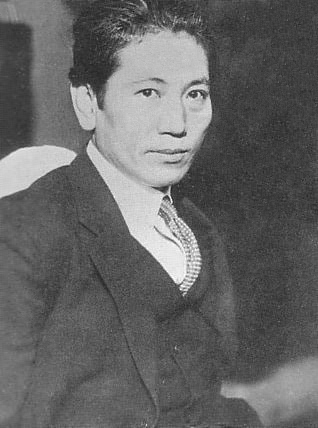
新宿武蔵野館での公開時に、本作の説明を担当した活動弁士の徳川夢声。

撮影は5月31日頃に終了し、6月6日に衣笠は完成したフィルムを持って上京した。衣笠は横光に作品を見てもらおうと思い、ポータブル映写機を携えて、横光が妻の看病のため詰めていた葉山の病院を訪ねた。衣笠と横光は病院内で患者たちに見せることも考えたが、結局病院内では上映せず、近くの上映終了後の映画館を借りて深夜に試写を行った。この時に横光は、題名を当初の『狂へる一頁』から『狂つた一頁』に変更することを提案した。川端名義のシナリオが掲載された『映画時代』創刊号では、目次面の標題で『狂へる一頁』となっているが、内題では『狂つた一頁』となっているため、題名変更は雑誌の校了直前に行われたと考えられている。また、横光はこの時に無字幕での上映も提案し、衣笠はこれに従った（無字幕の試みを参照）。
6月17日には東京朝日新聞本社で試写会が行われ、6月22日には作品が内務省の検閲を通過した。しかし、本作は監督がプロデューサーを兼ねた自主製作映画であり、一般の映画会社の作品よりも上映ルートを確保するのが難しかった。松竹キネマも自社の番線で上映することを渋った。上京中の衣笠は自分で映画館や映画会社へ売り込みに回り、その間の7月10日には青山会館で行われた全関東映画協会の披露会でも試写がなされた。しかし、非商業的で難解な作品だったこともあり、なかなか配給先は決まらなかった。同伴した犬塚や沢田と吉報を待つ衣笠も日が延びるにつれて懐が厳しくなり、夕食は東京駅のガード下で中華そばをすするという日々が続いた。
完成から約3ヶ月後の9月、新宿の洋画専門館で、芸術的作品を上映する高級なアート・シアターとして知られた武蔵野館の上映作品を選定する企画委員会のメンバーだった岩崎昶が、ある日に日活の本社で行われた試写を見て感銘を受け、委員会の席上で本作の上映を提案した。武蔵野館で日本映画を上映することはなかったため、岩崎曰く「あまりにも突飛な提案で、これが受け入れられそうもなかった」と思われたが、衣笠の友人で本作の実験精神を高く評価していた委員会のメンバーの森岩雄や、武蔵野館の主任弁士の徳川夢声が賛同し、岩崎の強い推薦もあって、異例ながら本作の上映が決定した。この知らせを聞いた衣笠たちは狂喜して浅草へ出かけ、屋台店ながら海老天2尾ずつで茶碗酒の祝杯をあげた。
武蔵野館での上映は、9月24日から1週間にわたり行われ、人気弁士だった徳川が説明を担当した。新聞広告では衣笠を「日本のジョセフ・フォン・スタンバーグ」と紹介し、「俄然!! 日本映画界を震撼させる大芸術篇」などという惹句が添えられた。武蔵野館と同じ24日は、浅草のパラマウント直営の東京館と、大阪の松竹座でも封切られ、東京館では活動弁士の石井溢美と玉井旭洋が説明を担当した。その翌週には東京の芝園館と南明座でも封切られ、10月1日には神戸のキネマ倶楽部、10月8日には京都松竹座でも封切られた。本作を封切りした映画館はすべて洋画専門館であり、そのほとんどでアメリカ映画が併映され、従来の日本映画とは異なる高級な外国映画と並ぶような作品として扱われた。

### 興行的失敗と聯盟の解散
武蔵野館での収益は1500円で、ヒットとはいかなかったが、館についている高級映画ファンの足を保持し、まずまずの興行成績をあげた。しかし、他の映画館での興行成績は低調で、また当時の日本映画が国内の多くの映画館で数か月かけて上映されることで利益を得ていた中、本作は上映館が少なく、日本中で広く上映されたわけではなかったこともあり、全体として興行的には成功しなかった。全体での配給収入は7500円となったが、これは2万円以上もした製作費を回収するには足りず、結果として1万円を超える損失を出した。
衣笠が東京での公開中も売り込みなどに奔走していた間、スタッフたちは衣笠が引き続いて映画を製作するものと信じて、京都の合宿先などで待機していた。収益は封切りが決まり上映され、歩合の上がりによってその都度支払われたため、スタッフたちへの送金もままならなかった。借財に加えて彼らの生活も背負わされていた衣笠は、次の映画製作の行動を起こさねばならないと考えていたが、無一文では次の仕事に取りかかることもできず、難渋が続いた。
そこへ松竹社長の大谷竹次郎から、同社のために1作品につき1万円で時代劇映画を請負い製作することを提案された。それは誰の掣肘も受けずに芸術的実験性の高い映画を作ることを放棄して、下請けとして商業主義的な映画作りに甘んじることを意味したが、衣笠は提案を受け入れ、スタッフたちを率いて契約を結び、下加茂撮影所内に松竹配給の衣笠映画聯盟を発足した。以後、衣笠映画聯盟はほぼ自転車操業で18本の時代劇映画を製作したが、やがてスタッフの間で本作に続く野心的作品を求める気運が高まり、それを受けて衣笠は実験的な時代劇映画『十字路』（1928年）を製作した。
一方、新感覚派映画聯盟は、1926年（大正15年）に本作に続く第2回作品として衣笠監督で江戸川乱歩の短編小説『屋根裏の散歩者』（1925年）の製作を計画したが、検閲を通過できないだろうという見通しがついたため、同じ江戸川の『踊る一寸法師』（1926年）に変更された。しかし、『踊る一寸法師』もまた衣笠の松竹入りなどの事情により製作は延期され、衣笠は江戸川宛ての手紙で「1927年春に撮影を始める」とし、『週刊朝日』に掲載した文では「まだ脚本もできていないが私の本当に作りたい作品である」と意欲を見せていたが、結局撮影に入ることはなく企画は立ち消えとなった。また、新感覚派映画聯盟の将来の作品を、片岡が無字幕作品として監督するという話もあった。結局、新感覚派映画聯盟は本作1本を残しただけで解散となった。

### フィルムの再発見とニュー・サウンド版

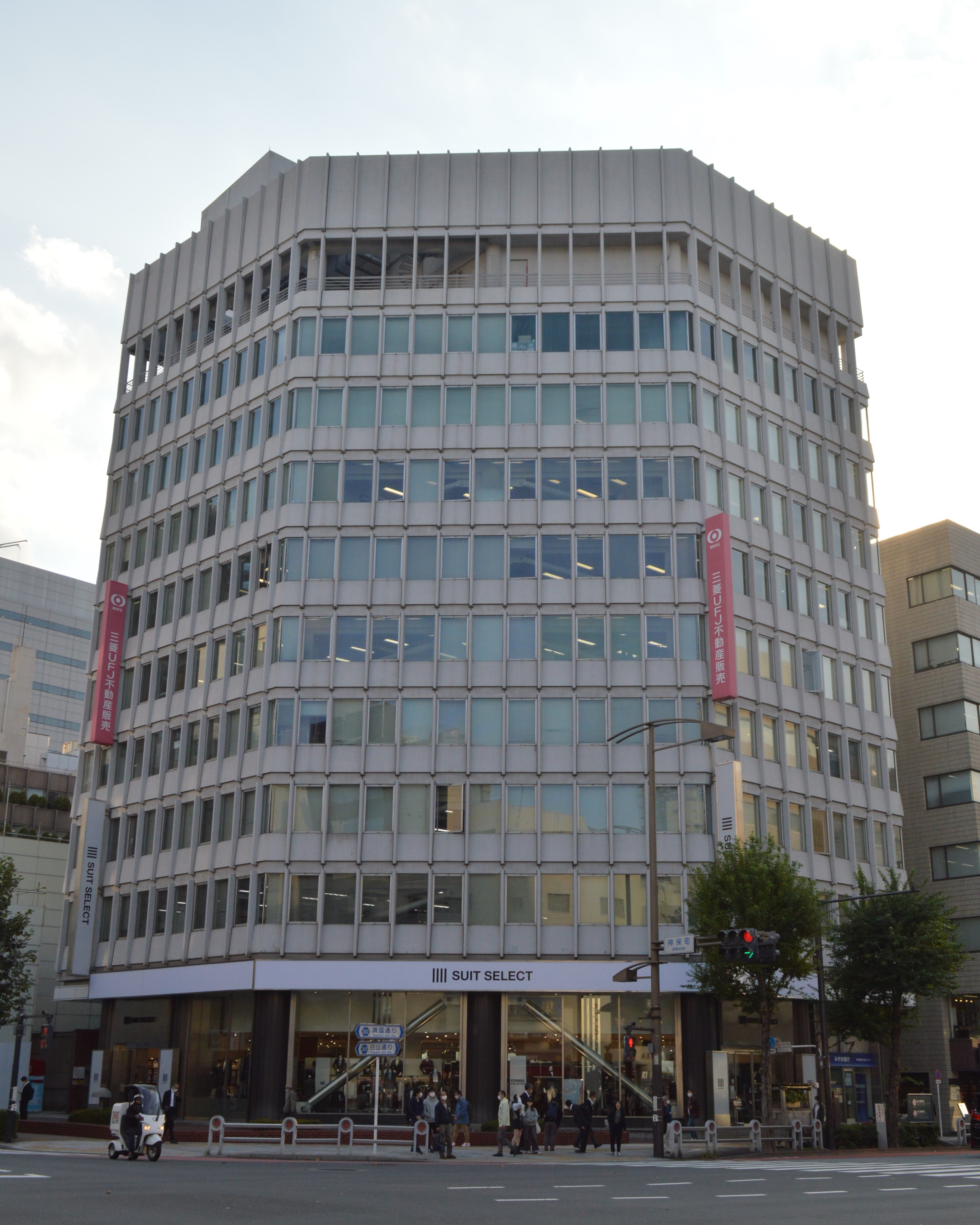
1975年に本作のニュー・サウンド版を公開した岩波ホールが入る岩波神保町ビル。

その後、本作のフィルムは1950年の松竹京都撮影所のフィルム倉庫の火災で焼失したものと思われ、長らく失われた映画と見なされていた。ところが、1971年（昭和46年）に衣笠が偶然自宅でフィルムを発見し、フィルムが何らかの原因で撮影所には保管されず、衣笠の自宅に送られていたことが判明した。衣笠の自伝によると、川喜多かしこから衣笠がかつて創刊した映画雑誌『キネマ・クローズ・アップ』の創刊号の行方を聞かれ、京都の自宅の蔵でそれを探していたところ、棚の上にあるブリキの米櫃に目が留まり、何の気なく開けてみると、中からフィルム缶があらわれ、それを開けると本作のネガとポジのフィルムが完全な状態で入っていたという。
衣笠は自らこのフィルムを再編集し、新たに村岡実と倉嶋暢による音楽を付けた「ニュー・サウンド版」を製作した。この版は本来サイレントのフィルムにサウンドトラックを入れたものであり、それに記録された音を適正に再生させるため、オリジナルの映写速度の1秒18コマ（18fps）ではなく、トーキーの標準映写速度の1秒24コマ（24fps）となっている。それにより上映時間はオリジナルの79分から59分に短縮され、映像の動きも少し早くなって見える。また、映写時にスクリーンに投影される際の画面サイズについて、ニュー・サウンド版はオリジナルのフレームからサウンドトラックにあたる部分（フレームの左部分）を切除し、さらにフレームの上下もトリミングしてスタンダードサイズに調整しているため、オリジナルと比べて映像に欠落部分がある。こうしたことからニュー・サウンド版は衣笠のディレクターズ・カット版と見なすことはできるものの、初公開時の上映形態を忠実に再現したオーセンティックな上映からはかけ離れたものとなる。
1971年（昭和46年）4月27日、東京の岩波ホールでニュー・サウンド版の特別試写会が行われ、川端をはじめ、助監督を務めた小石栄一、哲学者の谷川徹三と河野与一、社会心理学者の南博、小説家の野間宏、映画関係者では川喜多や岩崎が出席した。試写が終わると、川端は衣笠の手をとって「今見ても、恥をかかなくてすんだ。よかった」と語ったという。1975年（昭和50年）10月10日には岩波ホールで、世界の埋もれた名作映画を上映する「エキプ・ド・シネマ」の第5回ロードショーとして、衣笠の『十字路』と併せて一般公開され、11月3日まで上映された。翌1976年（昭和51年）3月には同ホールでアンコール上映が行われ、1982年（昭和57年）8月にはこの年に死去した衣笠の追悼上映会として再び『十字路』と併せて上映された。
ニュー・サウンド版は日本国外でも上映され、ヨーロッパでは日本よりも先に一般公開が行われた。フランスでは、1972年に衣笠自身が16ミリのプリントをパリへ持って行き、シネマテーク・フランセーズで試写をしたあと、1975年3月に劇場公開された。イタリアでは、1972年のヴェネツィア国際映画祭で小さな試写が行われたあと、ペーザロ映画祭で上映された。イギリスでも、1972年頃にロンドンのアート・シアターで公開され、その後も各地のシネクラブや大学、アート・シアターなどで上映された。ポルトガルでは、1973年に衣笠がリスボンのカルースト・グルベンキアン財団と国立映画学校から招待された際に、グルベンキアン財団の劇場で上映された。そのほか、1975年までにソビエト連邦やオランダ、アメリカ、カナダでも上映され、ドイツではテレビ放映された。

### その後の上映とホームメディア
本作のオリジナルプリントは、国立映画アーカイブ（旧東京国立近代美術館フィルムセンター）が所蔵している。2007年4月には同館で開催された国際フィルム・アーカイヴ連盟の年次会議「第63回FIAF東京会議2007」の開催記念特別上映として、同館による35ミリの修復版が、ピアニストの高橋悠治の演奏付きで上映された。2019年3月には日本近代文学館で行われた展覧会「新世紀の横光利一」の関連イベントとして、サイレント版が活動弁士の片岡一郎の説明と、ピアニストの上屋安由美の伴奏により上映された。日本国外では、2001年にイタリアのポルデノーネ無声映画祭、2017年にフランスのレトランジュ映画祭、2018年にアメリカのイーバートフェスで上映された。
2010年（平成22年）3月、平城遷都1300年記念事業「アートシネマフェスタ2010」のプレイベントとして、新宿のライブハウスの初台Doorsと奈良市のなら100年会館で、ロックバンドの頭脳警察による本作のライブ上映が行われた。これは頭脳警察が本作をイメージして作曲したオリジナル曲を、本作の映像を上映しながら演奏するというものである。2012年（平成24年）12月にはそのライブ音源を収録したアルバム『狂った一頁×頭脳警察 ～a page of madness × ZK Live at The Doors 2010.3.20～』が発売された。
2017年6月、アメリカのホームビデオ会社Flicker Alleyは、本作の16ミリプリントを素材とするBlu-rayを発売した。このディスクにはHenwar Rodakiewiczの実験的なドキュメンタリー映画『Portrait of a Young Man』（1925-1931年）も収録されている。2018年3月にはフランスの映画会社ロブスター・フィルムズが、フランス語字幕版のDVDを発売した。日本ではDVDは発売されていないが、YouTubeやニコニコ動画などの動画共有サービスで視聴することが可能である。
2021年（令和3年）、衣笠邸で発見された35ミリの可燃性ポジフィルムが、青色に染色されていたことが発見された。ニュー・サウンド版を含む再発見以後に上映されてきたフィルムは白黒版であるため、長らく本作はモノクロ映画だと思われていたが、この発見で1926年（大正15年）当時は青染色で上映されていたことが判明した。これをもとに国立映画アーカイブとIMAGICAエンタテインメントメディアサービスは青染色を再現した「染色版」のフィルムを作成し、2022年（令和4年）5月に国立映画アーカイブで行われた上映企画「発掘された映画たち2022」で初公開された。

## テーマ
本作は日本映画で初めて精神病院を舞台とした作品であり、病院側の管理体制や病棟の空間的分割、治療の光景、あるいは食事や労働作業、屋内散歩などの患者たちの生態がリアリスティックに描かれている。その一方で、精神病院における権力と患者たちへの抑圧と監禁、それに抵抗する患者たちの姿が描かれており、映画評論家の四方田犬彦曰く「近代イデオロギー装置」の典型である病院が携える、監禁と解放、治療と懲罰という相反するシステムについて、鋭い社会的な眼差しが向けられている。また、本作には悪循環と宿命、自己閉鎖と無限などの観念の寓意として、「回転する円環」という主題が繰り返し登場する。例えば、冒頭の豪雨の病院で踊り子が踊り狂うシーンでは、豪雨の中を乗り付ける車輪、踊り子の背後の巨大な球体、踊り子の回転舞踊などと、円環のイメージが増殖している。これに対して円環の回転を制限し、抑圧する力となるものとして、病室の鉄格子や格子扉などの「冷たい垂直線」のイメージが登場し、それは精神病院という装置そのものの原理を体現している。
本作は過去の過ちで家族を不幸にさせた元船員の夫と、そのせいで精神に異常をきたした妻、母の病気で悩む結婚間近の娘を登場人物とする家庭悲劇が、基本的な物語として展開されている。このような物語は、当時の日本の映画や舞台における現代劇の主流だった新派悲劇に有りがちなものである。四方田も、本作は「斬新な手法と感傷的なメロドラマの結合物という形」をとっており、父娘が結婚問題を話し合うシーンや、貧しい娘とブルジョワ青年との恋という設定などに、新派メロドラマ的な要素が見られると指摘している。公開当時の新聞や映画館のプログラムなどの梗概にも、非物語的な芸術作品ではなく、このような新派悲劇的な物語が紹介されており、日本映画研究者のアーロン・ジェローはそれが「この作品の特質の様式を無視し普通の映画と変わらない物語的な快楽を宣伝する作戦の表れ」と考えることができると指摘している。
衣笠は、このような物語で元船員の主人公を設定したことについて、大正時代はまだ日本国外へ出るのが大変なことで、そんな時代に国外へ自由に行ける船員は「自由に振舞える男の冥利」であり、「そうした自由をほしいままにした男の背後には、家を破壊され、犠牲になる妻や子供がいる。妻は狂気となってさらに不幸がつづく。これが劇の背景となっていた」と述べている。映画評論家の佐藤忠男は、この物語には「病気によってバラバラにされた夫婦、親娘の骨肉の愛情の切なさ」が描かれているとし、「病気によって人間の絆を失った人々の、人間的なつながりに対する熱い希求が表現されている」と述べている。水口紀勢子は、本作を父性映画と見なし、基本的には「娘の結婚話の結実を主軸とするありきたりの父性愛と愛妻の物語」であると指摘している。
文学研究者の十重田裕一は、小使と妻を隔てる病室の牢格子（鉄格子）が、本作の重要イメージとして終始登場し、そこには「牢格子の内／外の境界が現れ、二つの間に葛藤が生成する」と指摘している。とくに小使が妻を病院から連れ出そうとするクライマックスのシーンでは、なんとしても牢格子の外へ妻を連れ出そうとする小使と、外の闇を恐れて後ずさりする妻との間で激しい対立・葛藤が展開されているという。また、このシーンのあとに展開される、小使が妻や狂人たちの顔に面を付け、さらに自分の顔にも面を付けるシーンでは、面を付けることで牢格子の内と外の対立が解消し、「牢格子の中にいる妻にも固有の世界があることを、日々めくる頁があることを夫が受け入れたことを暗示」しているという。
この面を付けるシーンについて、衣笠は自伝で、松沢病院を見学した時に、患者たちの多くが無表情だが決して無個性とは言えきれないような印象を受けたことから思いついたと述べている。一方、川端は柔和な笑みの面で苦悶や狂気を包んで、小使や患者たちを救ってやりたかったという意図があったと述べている。このシーンの解釈について、水口は「父親が男性患者に仮面装着を営む癒しの行為化が、病院組織の父権制度への抵抗の夢」を表しているとしている。四方田は、小使が自ら率先して面を付けたことで、妻の狂気を分有して、妻と対等な位置に立つことになり、それは病棟で暮らす患者たちの共同体に回帰したことを暗示しているとし、「過去の所業が原因で深い後悔に囚われていた主人公は、この回帰を通してみずから狂気の側へと移行し、長らく到達できなかった救済にようやく到達した」と述べている。
比較文学研究者のエリック・カズデンは『The Flash of Capital: Film and Geopolitics in Japan』（2002年）の中で、地政学的観点から本作を政治的寓意として読み解いている。カズデンは、明治時代以降の日本社会にとって近代化が「外部から与えられた心的外傷」であると認識し、この外傷から20世紀前半の日本では超国家主義的なイデオロギーと周辺諸国への植民地主義が引き起こされたという主張を前提としたうえで、本作が「規律を与えられないまま拡張された身体が、病める精神と同じく、規律のもとに制度化されてゆく」物語であり、「外部（世界システム）が超国家主義的な内面を築きあげてゆく」過程として寓意的に解釈できると指摘している。また、面を付けるシーンは、「外部から強要された近代ではなく、西欧の『真の』近代と日本の『贋の』近代の間に横たわる違いへの、挑発的な提言」と解釈している。

## スタイル

### 前衛映画として
本作は日本で最初の本格的な前衛映画（アヴァンギャルド映画）である。20世紀初頭のヨーロッパではフォーヴィスム、キュビスム、未来派、表現主義、ダダイスム、シュルレアリスムなど、既存の秩序や規範を打破しようとする前衛芸術運動が盛んとなった。それは映画にも波及し、1920年代にはドイツ表現主義映画、フランス印象主義映画、純粋映画、絶対映画、ソビエト・モンタージュ派などの前衛映画運動が起こり、旧来の映画が持つ物語性や知覚などの枠組みを解体して、新たな映画的表現の可能性が追求された。本作はこれらの前衛映画運動の潮流と呼応するものであり、従来の日本映画の常識を打破して、新しい映画表現を打ち立てようと試みられ、同時代に日本で公開された前衛映画の実験に影響を受けながら作られた。
本作でも映像表現の純粋性と可能性が追求されており、さまざまな映画的技法が駆使された。衣笠も、カメラを自由に駆使して、映画表現や映画技術上の実験をほとんどやり尽くしたと述べている。このような実験を試みながら、サイレント映画でありながら無字幕で、映像は過去と現在、現実と幻想が交錯し、そこに精神病者の主観的イメージも加わり、正気と狂気が織り交ざる混沌とした人間の内面世界が純粋に映像のみで展開されている。そのため物語を整然と辿れるように作品が出来ているわけではなく、物語理解に難解さを伴うが、あくまでも物語は二義的な意味しか持たず、映像のイメージの方が重視されている。
ジェローは、「認識論の枠組み――何かに関する知識を支える構造――を構築し、結果的にそれを損なうことになる定石的な戦略」が、本作で最も支配的な様式の一つであるとし、その戦略の累積効果として「現実と幻想、正気と狂気の間の境界を打ちこわし、認識の本質への疑問」が投げかけられていると指摘している。例えば、冒頭の踊り子のシーンでは、はじめ観客は現実のダンス・レヴューと認識するが、その後で窓の鉄格子が映り、これが幻想であることが明かされ、彼女の妄想を共に見ていたことが暗示されている効果である。

### 映像表現の純粋性
本作にはフランスの純粋映画やドイツの絶対映画に近い映像スタイルが打ち出されている。これらの運動では、映画から文学や演劇の借りものと言える物語や演技などの要素を排除し、純粋な映像表現に徹しようとする試みがなされた。純粋映画ではルネ・クレール監督の『幕間』（1924年）やフェルナン・レジェ監督の『バレエ・メカニック』（1924年）、マン・レイ監督の『エマク・バキア』（1926年）などが、物語を持たずに映像の運動とリズムで作品を展開した。絶対映画ではハンス・リヒターの『リズム』シリーズ（1921年 - 1925年）やヴィキング・エッゲリングの『対角線交響曲』（1924年）などが、抽象的な線と形の動きだけによる映像を試みた。1920年代の日本でも、映画雑誌などで純粋映画や絶対映画の理論は紹介されていた。
本作でも純粋な映像だけによる表現が追求されているが、それは純粋映画や絶対映画ほど過激ではないものの、例えば、冒頭の豪雨のシーンにおける雨と洪水と雷鳴だけのリズミカルなモンタージュや、ほとんど劇的な意味は持たない純粋な動きとそのモンタージュの面白さで見せる踊り子のダンスのシーンなど、部分的に純粋映画のような要素が見られる。また、小使の妻の主観的視点の映像として、凸面鏡や凹面鏡により大きく歪んで映る踊り子の映像が登場するが、これも幾何学模様の運動を素材とした『エクマ・バキア』などに見られる、映像を現実の表象から可能な限り引き離し、抽象的な図形の運動に還元しようとする実験的試みと方向性は同じである。
本作に頻出する回転する円環と、それを分断する垂直線という抽象的な図形のイメージ（テーマを参照）も、純粋映画や絶対映画に影響を与えたキュビスムやダダイスムの影響を思わせるものであり、文芸評論家の福嶋亮大はそれを「アポロン的な造形感覚」としている。また、福嶋は、冒頭で踊り子の患者が踊り狂うシーンや、中盤で他の患者たちがそのダンスを見てエキサイトするシーンでは、「自我を失くしたかのような女の運動を無機的な事物とともに示しつつ、その狂気が周囲にも感染していくというディオニュソス的な情景」が映像化されており、このような踊り子のダンスに映像的実験を託す本作の試みは、レジェの『バレエ・メカニック』で、リアリズムや演劇や物語性に従属することなく、バレエの運動そのものを映像のパフォーマンスとして出現する試みと符合するものであると指摘している。これらのことから福嶋は、本作の前衛性は、「ディオニュソス的なダンスの激しさとアポロン的なデザインの冷たさを共存させる、カメラの大胆かつ繊細な運動によって保証されていた」と述べている。

### 無字幕の試み

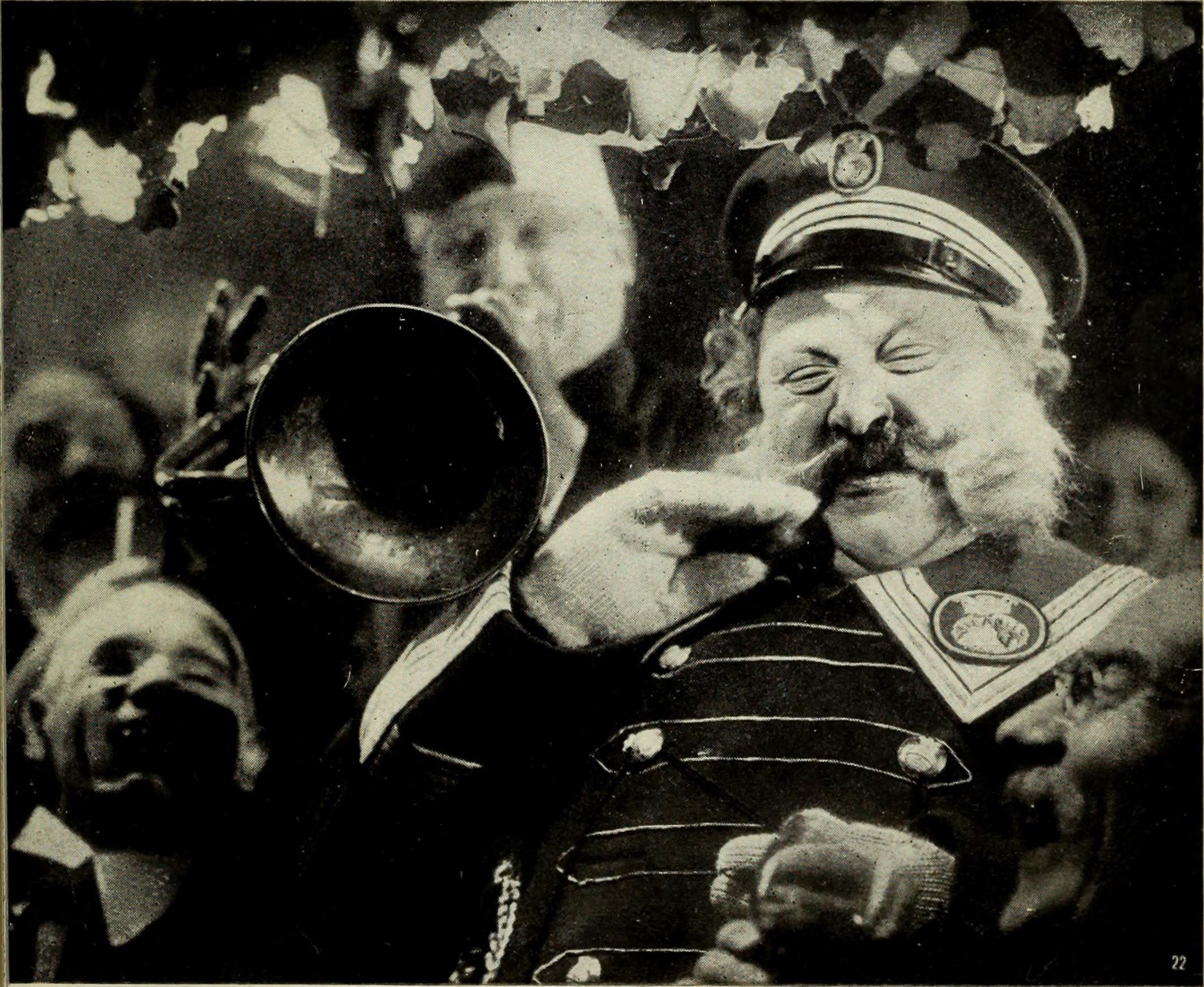
ドイツの無字幕映画『最後の人』（1924年）。

サイレント映画では、ショットとショットの間にセリフやシチュエーションの説明などを記したインタータイトル（中間字幕）を挿入するのが普通であるが、本作では映像表現の純粋性を追求するために全編が無字幕になっている。製作当初は「父」「病める母」「ある日―」などといった、登場人物や日時の設定を示す字幕がいくつか挿入されていたが、試写段階で横光が無字幕を提案し、衣笠はその意見を受け入れて字幕のすべてを割愛して、すべて映像だけで物語を展開した。
無字幕の試みは決して本作が初めてではなく、すでにドイツ映画ではカール・グルーネ監督の『蠱惑の街』（1923年）やルプ・ピック監督の『除夜の悲劇』（1924年）、F・W・ムルナウ監督の『最後の人』（1924年）などが無字幕で上映されていた。とくに有名な作品が『最後の人』で、ラストシーンで一箇所だけ字幕が入る以外は、すべてが無字幕となっていた。この作品が1926年（大正15年）9月に日本で公開されると、字幕を映画的話法の活用を妨げる不純物であるとする字幕廃止論が国内で高まるほどの反響を呼んだ。衣笠は『文藝時代』1926年10月号の「わが理想とする映画」というアンケートで、『最後の人』を5回も観るほど好きだったと述べているが、十重田は『最後の人』が本作の無字幕の試みに影響を与えたことを指摘している。
しかし、字幕なしで複雑な物語を展開するのは難しく、観客にとっても映画理解の妨げになるため、無字幕は理想論として容易に試みられるものではなかった。また、本作の上映に際しては、当時の日本映画の通常の上映形態だった活動弁士による説明が伴っていたため、無字幕にしたところで、完全に映像の純粋性を保持することはできなかった。活動弁士は本作の舞台や主人公の来歴など、映像だけでは理解できない意味を観客に説明して、観客の映画理解を手助けした。その説明を聞きながら作品を見た観客は、本作から新派悲劇的な物語（テーマを参照）を読み取り、小使の深い悲しみに感動したり、母親の病気ゆえに結婚が破談になるかもしれない娘の運命に心を動かされたりした。無字幕で映像の純粋性を追求しながらも、観客の理解を保証するために活動弁士の説明付きで上映されたことは、逆に本作を映画としてより不純なものにしているとして、公開当時から批判の的となった（初公開時の評価を参照）。

### ドイツ表現主義映画の影響

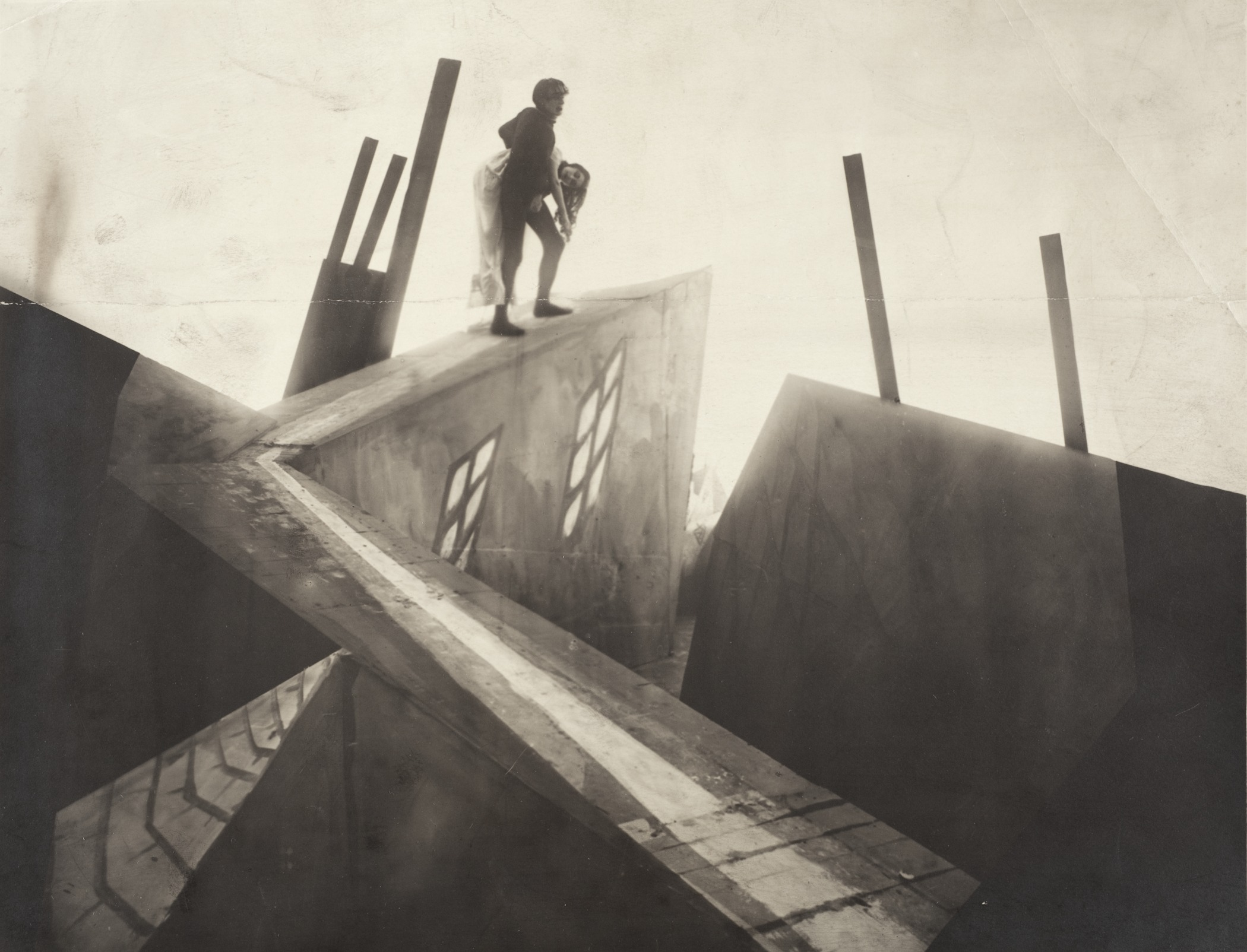
本作への影響が指摘されているドイツ表現主義映画の『カリガリ博士』（1920年）。

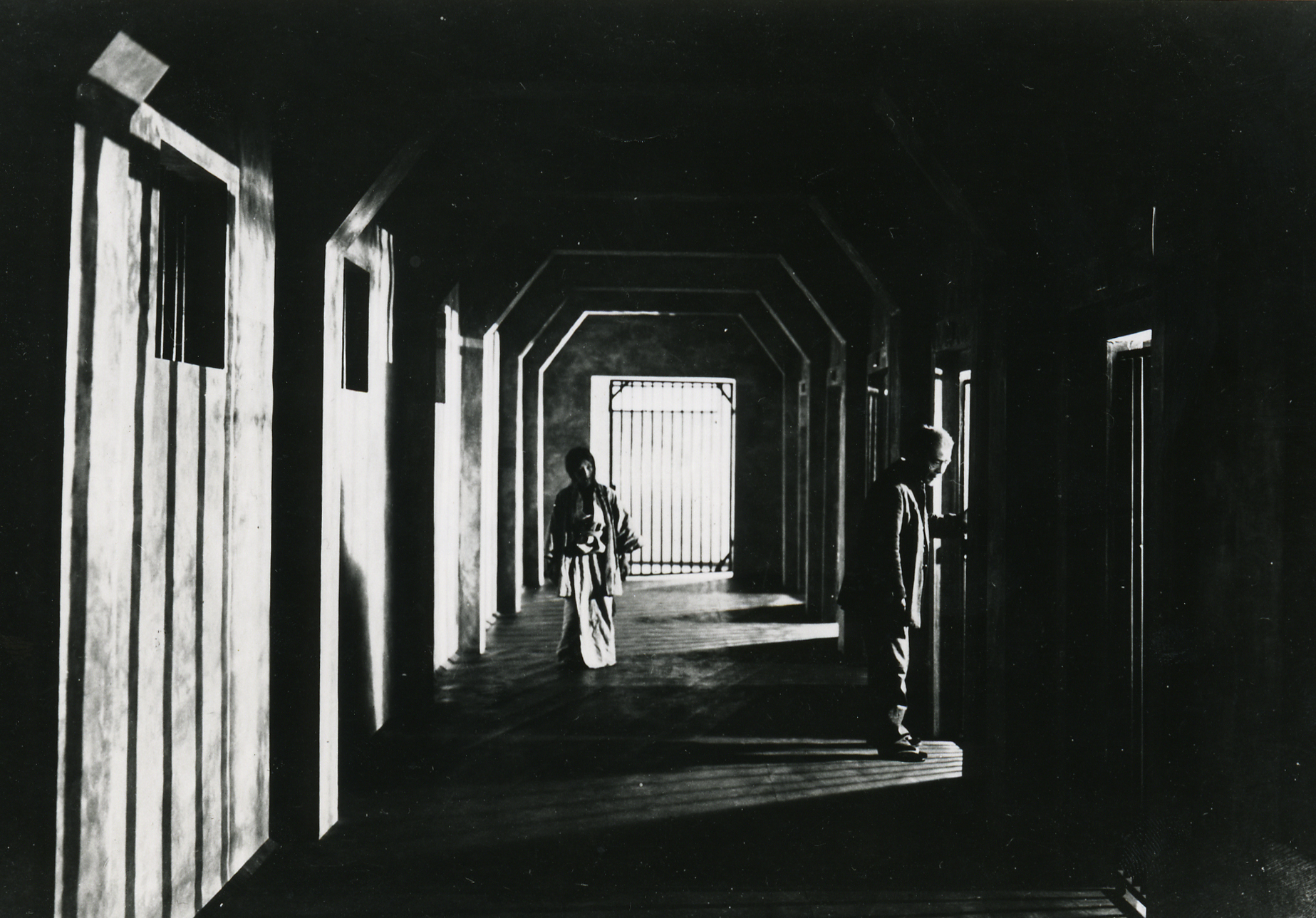
表現主義映画的な光と影のコントラストが強調された、本作の精神病院の廊下のシーン。

1920年代のドイツ表現主義映画は、ロベルト・ヴィーネ監督の『カリガリ博士』（1920年）に代表されるように、誇張した造形や光と影を強調した照明などにより、不安や混沌などの暗い心的世界を表現するのが特徴的である。日本でも1921年に『カリガリ博士』が公開されると大きな話題を呼び、それをきっかけに表現主義映画が流行し、日本映画にも影響を与えた。本作もまたドイツ表現主義映画の形式や内容から強い影響を受けており、文学研究者の栗坪良樹は「ドイツ表現主義映画の流れを汲む作品」と見なしている。
とくに精神病院を舞台にして、精神病者の幻想を描いているという点で『カリガリ博士』からの影響が大きい。映画研究者の山本喜久男は、本作では「狂人の幻想というカリガリ的世界が展開」されると述べている。佐藤は、本作の題材と表現の一部が『カリガリ博士』の影響を受けているとしながらも、そこから得られる結果はまるで違うものであると指摘している。『カリガリ博士』では無気味な不安感が強調されているのに対して、本作では家庭悲劇性が強調されている。また、『カリガリ博士』では歪んだセットを使って圧迫感を与えているのに対して、本作のセットは普通の作りであり、むしろ叙情的な美しさで日本的な情感を与えている。その例は、病院の庭での散歩のシーンであり、前景と後景の間に紗布をかけて薄くぼかすことで、精神病者の外界と疎隔された心理を巧みに映像化しながら、同時に叙情的な効果を与えている。
『カリガリ博士』以外の表現主義映画からの影響としては、面を付けるシーンのアイデアが、カール・ハインツ・マルティン監督の『朝から夜中まで』（1920年）での縞模様が強調されたメーキャップに由来し、小使の妻が壁を鏡に見立てて化粧の真似ごとをするシーンが、アルトゥール・ロビソン監督の『戦く影』（1923年）などの壁から鏡が生じるという描写との関連性が認められる。ドイツ表現主義映画のひとつに数えられる『最後の人』も、無字幕の試み以外での影響が指摘されている。十重田は、『最後の人』の冒頭の激しい雨が降る画面と雨合羽を着たホテルのドアマンの姿が、本作の冒頭の雷雨により明滅する画面と病院の前に佇む雨合羽を着た老人の姿を想起させ、冒頭のシーンのイメージが重なり合うと指摘している。
ドイツ表現主義映画特有の明と暗または光と影のコントラストを強調した照明効果は、本作でも特徴的な表現手法のひとつとして用いられている。十重田は、精神病院の廊下のシーンで、光と影のコントラストが印象的に用いられていると指摘し、「遠近法によって廊下の奥行きが示され、加えて牢格子に当たる光によって生成する光と影の印影が鮮明に浮かび上がる。それだけでなく、小使や妻の影も効果的に用いられている」と述べている。四方田は、小使が病棟に忍びよるシーンなどでは、映像にまず人物の影だけが映され、その次に本体の人物が登場するというように、影があたかも独自に意志を持つ存在であるかのように、本体から独立した形で登場するという手法が見られるが、このような影の演出も『戦く影』やムルナウの『ファウスト』（1926年）などの表現主義映画で、影がもうひとりの登場人物として、独自に意志を持って行動しているように見せる手法と同じであると指摘している。

### フランス印象主義映画の影響
フランス印象主義映画は、さまざまな新しい映画的技法を駆使して、物語よりも登場人物が抱く記憶、思考、幻想などの印象や感情を表現するのが特徴的で、とくに感情の乱れを表現するために、短いショットをリズミカルにつなぐ「フラッシュ」と呼ばれる編集技法を多用したことで知られる。日本では1925年（大正14年）前後にアベル・ガンス監督の『鉄路の白薔薇』（1923年）やアレクサンドル・ヴォルコフ監督の『キイン』（1923年）、ジャック・カトラン監督の『嘆きのピエロ』（1924年）などの印象主義映画が公開され、その手法の土台となったレオン・ムーシナックらの映画理論が紹介されると、日本映画でフラッシュが大流行するなど、多くの作品が影響を受けた。本作もフランス印象主義映画の影響を受けた作品のひとつである。
宮森南二郎は、本作のフランス印象主義映画からの影響について、「衣笠は彼のかなり豊富な内容的な手腕をかなぐり捨て、『キイン』『ラ・ルー』(『鉄路の白薔薇』)等を土台にテクニックを作り上げた」と指摘している。本作の冒頭ではフラッシュの技法が使われており、短いショットの積み重ねで豪雨の病院と踊り子の乱舞を描き、切迫感を強調している。豪雨の病院を映す約1分間の映像では、避雷針や病院の窓、自動車、車輪、稲妻、水流などのごく短いショットが、三拍子のリズムで素早くつながれて反復され、しだいにショットの速度も増している。このような本作でのフラッシュの使用は、『鉄路の白薔薇』主人公の機関士が列車事故を起こすシーンにおける、フラッシュで車窓の風景、水蒸気、線路、激しく回転する車輪などのショットを激しいテンポで反復させ、だんだんとショットの速度を上げてクライマックスへ向かうという手法や、『嘆きのピエロ』でサーカスの団長が妻に迫るシーンにおけるフラッシュから影響を受けている。

### ショット技法
本作はフラッシュの技法に加えて、複数の映像を同じ画面上に重ね合わせる多重露光、回想など過去の場面の映像を挿入するフラッシュバック、イメージの出現や消失の技法であるオーバーラップ（ディゾルブとも）などといった、ショットをつなぐ映画的な編集技法が用いられている。とくに多重露光は作品全体にわたり頻繁に用いられており、例えば、面を付けるシーンでは終始その映像に鉄格子の映像が重ね合わされている。大久保美花によると、ソビエト・モンタージュ派が理論化した編集法で、それだけでは意味が確定しない個々のショット同士を有機的につなぎ、ショットの関係から映像だけで象徴的な意味を発生させるモンタージュの技法も多用されているという。
これらの技法を使用していることもあり、本作は全体で800以上のショットから構成されている。サイレント時代のハリウッド映画における1ショットの長さは平均5.7秒であるのに対し、本作の1ショットの長さは平均3.3秒であり、四方田によるとこれは「常軌を越えて速い」という。最初の1巻（約9分）だけでショット数は220もあり、その中には0.5秒や1秒ほどの長さしかないショットも含まれている。当時の日本の映画製作者は、活動弁士が長々と説明できるようにするため、1つのショットを長々と続くようにすることが多く、短いショットでつなぐことに消極的だったため、本作のショット数の多さは前例のないことだった。

## 『狂つた一頁』と新感覚派

### 新感覚派と映画

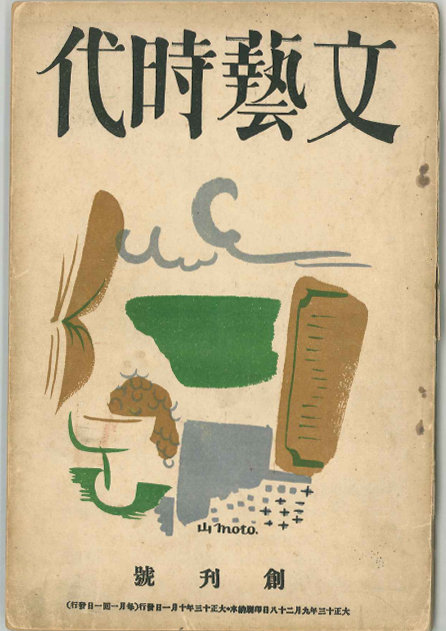
新感覚派作家らが同人の文芸雑誌『文藝時代』の創刊号（1924年）。

本作は日本の文学者が映画製作に直接的に関与した先駆的事例のひとつであり、新しい芸術を生み出そうとする文学者と映画人との協力の結果あらわれた作品である。本作で衣笠と手を組み、新感覚派映画聯盟を結成した『文藝時代』同人の横光利一、川端康成、片岡鉄兵、岸田國士ら新感覚派の文学者は、20世紀初頭のヨーロッパの前衛芸術運動に触発されながら、従来の日本文学の主流の自然主義文学に反発し、擬人法や比喩などを多用した独自の文体により、新しい文学的表現を試みた。そんな新感覚派の文学の試みは、ヨーロッパの前衛映画運動の影響を受けながら、従来の日本映画の話法を否定して新しい映画的表現を打ち立てようとした本作の試みと一致した。
1920年代の日本では、映画が新興芸術として知識人たちの関心を集めていたが、新感覚派の文学者たちも本作以前から映画に関心を寄せており、新感覚派の文学と映画は一味一体のものとなっていた。横光は短編小説『蠅』（1923年）でモンタージュの手法を採り入れるなど、映画的手法を用いた小説を創作していた。川端も『驢馬に乗る妻』（1925年）などの新感覚派時代の小説で、映画的技法を意識した表現を試みていたが、当時は暇さえあれば映画を見るほどの映画マニアでもあった。『文藝時代』同人の間では、映像の純粋性を追求する前衛映画の方向性を擁護する風潮があり、横光らも純粋映画や絶対映画などの動向を理解していた。本作の製作に刺激されて、『文藝時代』1926年10月号は「特集映画号」となり、稲垣足穂や鈴木彦次郎など7人が映画シナリオ形式の作品を掲載し「シナリオは文藝作品たり得るや」というアンケート特集も組まれた。

### 新感覚派文学者の製作上の貢献
新感覚派映画聯盟結成の呼びかけ人である横光は、病気の悪化した妻を看病していたため、映画製作に直接携わることはできなかったが、聯盟の精神的支柱となる存在ではあった。横光が本作の創造面で大きく貢献したのが、題名の変更と無字幕での上映を提案したことである。題名については、当初は現在形の『狂へる一頁』だったものを、横光のアイデアで過去形の『狂つた一頁』に変更した。十重田は、「狂つた」という過去形への変更は、「過去の過ちが主人公とその家族の人生の歯車を狂わせてしまったことを暗示」しており、と同時に「フラッシュ・バックによって甦る過去の記憶が物語の基点となっていることを強調する効果もある」と指摘している。
無字幕での上映は、純粋映画や絶対映画の動向を察知していた横光が、映像の純粋性の追求をねらったことから主張したものである。十重田によると、横光は「字幕を排除することで映像の純粋性を徹底し、無声映画の表現の固有性を重視することが、新しい日本映画の実験において必要」だと判断したという。このような横光の理念は、新感覚派映画聯盟の中でも共有され、本作が無字幕で上映されると、『文藝時代』同人たちの意見として顕在化し、新感覚派のひとつの思潮を形成した。例えば、川端は新感覚派映画聯盟が「文芸的な映画」ではなく「映画的な映画」を指向すると表明し、片岡は「映画は、飽くまでも動く絵と、それを見る感覚との間にのみ作られる相互理解の進行でなければならない」と発言している。衣笠によると、横光だけでなく、岸田も無字幕にする見解を述べていたという。
川端は映画人と共同で撮影台本を作成し、それをまとめたシナリオを雑誌上に発表するなど、本作の製作に密接にかかわった。川端はシナリオで、映像のイメージをどのように言語化するかを試みた。例えば、冒頭シーンはシナリオで「夜。脳病院の屋根。避雷針。豪雨。稲妻。」と書き、場面を構成する最小限の要素を抽出し、その単語だけを羅列する手法をとることで、短いショットの連続で映像のリズムが作り出される実際の映像を言語化している。また「小使」の父親と娘という設定にも川端の発案が容易に看取され、それは川端が元恋人の伊藤初代から想起したものと考えられている。一方、川端は小説家としてシナリオに物語的な要素を打ち出し、とくに物語の結末を重視して、小使の娘と青年の結婚を暗示するハッピーエンドを書いた。しかし、物語よりも映像のイメージを重視した衣笠は、本編からこのシーンを割愛した。言葉に依存しない純粋な映画を支持する批評家は、川端の本作への貢献を否定し、岩崎も川端によって本作に混入された文学的なるものが、作品の夾雑物となっていると批判した。

### その後の創作への影響
横光は本作において、言語を排除することで映画固有の表現形式を追求したが、それは文字が言語による芸術であるという認識を強めるきっかけとなった。横光は本作の製作にかかわったのを契機に、文学における形式主義を主張するようになり、映画の表現に触発された新しい文学的表現を試みた。その具体的な実践例は『上海』（1928年 - 1931年）や『機械』（1930年）などに見られるが、とくに『機械』は狂気のテーマという点で本作と共通すると十重田裕一は考察している。また十重田は、本作の試写会の時期と執筆時期が近い『春は馬車に乗って』（1926年）と、その延長線上の作品『花園の思想』（1927年）には、細部の表現などに本作との強い関係性を見出すことができるとしている。例えば、『春は馬車に乗って』の中で繰り返し出てくる言葉「檻の中」あるいは「檻の中の理論」は、本作に頻出する「牢格子」のイメージを連想させ、『花園の思想』には本作のように光と影の効果を特徴とした表現がとり入れられていると考察している。
川端は本作の撮影現場での実体験を下敷きにして、短編小説『婚礼と葬礼』（1926年）と掌編小説『笑はぬ男』（1928年）を創作した。『婚礼と葬礼』は、本作のクライマックスの小使の幻想シーンで霊柩車と婚礼の自動車が多重露光で重なる映像から着想を得たもので、本作と同時進行で執筆したと考えられている。『笑はぬ男』は精神病院を舞台にした映画製作に携わっている脚本家を主人公とした作品で、その内容は、映画のラストシーンで狂人たちに芸術的な笑いのお面（能面）をかぶせるアイデアを主人公が提案しスタッフに探しに行ってもらい、そのうちの一つを東京に持ち帰るというものだが、これは川端本人の京都撮影所での事実そのままである。そこから先はフィクションを混ぜた話となり、最後は面のアイデアを取り止めようと考えた主人公が「メンノトコロヲキリステヨ」と電報を打とうとするが、思いとどまりその紙をやぶくところで終るもので、美術（芸術）と家庭をモチーフにしている。
本作での脚本参加の経験は、その後の川端の小説の文体にも影響を与えた。川端は本作での経験を通じて、以前にも増して映画の表現に触発された小説の創作を試みており、その例は『浅草紅団』（1934年）や『水晶幻想』（1931年）などに見られると十重田は解説している。文学研究者の和田博文によると、『浅草紅団』には映画のカメラワークを思わせる描写が何度か登場し、それはニュース映画や本作での脚本執筆の経験から影響を受けたものであるという。十重田も、『浅草紅団』にはカメラをパンしながらロングショットで撮影するように、東京の街並みを俯瞰的に表現するなど、映画から学んだ表現が用いられていると指摘している。また、『水晶幻想』における「水晶幻想。玻璃幻想。秋風。空。海。鏡。」など、当時の川端の小説によく見られた、名詞一語の短文を羅列する表現方法は、本作のシナリオの冒頭シーンにおける「夜。脳病院の屋根。避雷針。豪雨。稲妻。」という表現と類似するものであり、このことから十重田は「シナリオ執筆の経験が、川端の代表作の表現に生かされていたことを充分にうかがわせる」と述べている。

## 評価

### 初公開時の評価
本作は興行的に失敗したものの、映画評論家や識者たちからは大きな期待と注目のもとに受け入れられ、その前衛性や高尚な芸術性などが高く評価された。本作を支持する評者の多くはエリート主義的立場を標榜し、たとえ一般大衆が作品の崇高さを理解できなかったとしても、それは作品の責任ではないと主張し、世俗に媚びない純粋な映画であることを賞賛した。1926年度のキネマ旬報ベスト・テンの日本映画ベスト・テンでは4位に選出された。公開の翌1927年（昭和2年）5月には全関西映画協会から1926年度の優秀映画に指定され、川端にメダルと賞状が贈られた。
岩崎昶は『キネマ旬報』で、「日本で生れた、最初の映画らしい映画だ。と、私は確信を持って断言する。そしてまた、日本で作られた、最初の世界的映画だ」と激賞し、「〔衣笠の〕描いてゐる美は、決して劇的でも小説的でも絵画的でもなく、とに角あらゆる既成芸術と無関係な（といっても良い）美である。映画的な美である」と評した。その一方で、「彼〔衣笠〕は唯人生の一つの断片から純映画的なモメントのみを描出してそれをスクリーンに固着せしめるに満足すべきである。（中略）他方川端氏のストーリーに引摺られて一つのディレンマに陥つて了つた。ここに厳密に考へるとこの映画の弱点がある」と批判もしている。岩崎は『映画時代』1926年8月号に掲載された合評会でも、エリート主義的立場から本作を物語が分からなくてもいい前衛的作品として肯定的に評価し、「僕は映画と云ふものは、ストーリーは問題ではなく、もつと直截的なもので、之から先の映画と云ふものは、決して見物に分らせるものじゃないと思ひます」と述べている。
『中京キネマ』の殿島蒼人は、「普通の映画劇が常識的なものなら、これは常識以上、常識を超越した存在である。（中略）人情や理屈を制服した感覚映画である。面白いとか、深刻だとかそういう価値基準にはまるで用のない、『映画』そのものを表現しようとした作品である」と賞賛し、欧米映画と比較して「『カリガリ博士』より一歩進んだ作品」「キャメラ・ワークの巧妙は『最後の人』のそれに比敵してゐる」と述べた。同誌の加藤英一は、「従来の日本映画とは、本質的に、その価値を置き換へられる可き位置を占めている」と評した。『東京日日新聞』の映画評は、「従来の小説的な講談的な即ち説明的な映画に比して恐ろしく高踏的なものだ」と述べ、従来の言語的要素に依拠する日本映画とは異なり、言語に大きく頼らずに映像を構成したことを高く評価した。菊池寛も、「『狂つた一頁』は気持ちよく見た。日本映画式のいやなところが、ない丈でもうれしかった」と評した。
藤森成吉は、「最も成功しているのは撮影だ。実にいい感じの明暗だ。技術の点では、欧米の第一流映画に較べて何の遜色もないとまで思われた」と、本作の明暗の効果を指摘して高く評価した。石巻良夫も、撮影や照明の使い方について、「『狂った一頁』を見よ、その映画的価値は撮影技巧の上からのみ決定されると云ふても恐らく過言ではあるまい。（中略）カメラを据える位置や、光線のとり方が最後の決定をする」と評した。田中純一郎は、表現主義映画的な光と影を強調した照明を「光の遊戯」と呼んで高く評価し、「『狂つた一頁』これを来るべき映画の本質的旅立ちへの最も有力な道案内とすることは、当然過ぎるほど当然なことではあるまいか」と述べて、本作から映画芸術の将来性に期待を寄せた。『中京キネマ』の丹羽信も、「純粋映画や絶対映画からはらみ出された精進の姿であり、金と事業的精神の外何等考へてゐない当世映画業者の思ひもつかない、芸術的本能に、芸術至上に邁進した、誠、貴きものである」と述べて、本作の映画としての新興芸術的な可能性に高い希望を表明した。
その一方、無字幕ゆえの作品の分かりにくさを批判する人も少なくはなかった。『映画時代』の合評会では、活動弁士の説明を伴わない試写を見た7人の批評家のうち、内田岐三雄が「何だか一寸見て分からなかったのです。僕の考へでは、あの写真は非常に観客に対して親切でないやふに思ふ、と云ふのは、或る所は手を省き過ぎてゐて見物には一寸筋が呑み込めないし、一方にはかなりのろのろした所もある、あれをもう少し統一してもらひたかった」と批判し、古川緑波も「タイトルが無いと云ふことは、あの写真にはいけない」「筋が何れなのだが、本筋でないものが本筋のように見えたり、そこらが、前へ戻るが、字幕なしでは、ますます分からなくなる」と批判した。石巻は、作品が新しすぎて形式的なものに陥っていることが、本作の短所であると指摘した。また、『中京キネマ』の吉田保二が、自然主義的な要素と実験的な要素が混じっていると指摘するなど、語り口に統一性がないことを批判する評者もいた。
直木三十五は、本作を過剰に賞賛する批評家のエリート主義的立場を非難し、「少数の人々に『芸術的』な物を算へて満足してをれるなら『映画」よりも『文学』の方が遥かにいゝ」と述べている。また、直木は、本作が無字幕により映画理解を困難にする非物語的な作品であるにもかかわらず、活動弁士の説明により観客が十分に理解してしまっていることが矛盾していると批判し、「無字幕映画に対して、徳川夢声が説明をするといふ間違つているような、本当のやうな事を何う考へるのか? いや、この妙な現象には一言も云ふファンが無くて『夢声はうまい。あの解らぬ映画を解らせてくれた』と」と述べている。純粋映画的な無字幕映画であるはずなのに、物語理解のために弁士の説明に頼ることが、映画を不純なものにしているという問題点は、岩崎も「個々に独立せしめれば驚く可く新しい映画美に充ちてゐるが、全体として視るときには、多量に異分子が混入して戸惑ひしてゐる。（中略）（無字幕であり乍ら説明なしでは解らない、といふのもこの矛盾から因由してゐるのである）」と指摘したほか、内田や古川も意見するなど、多くの評者から批判された。

### 後年の評価
その後、本作はニュー・サウンド版の公開を経て今日に至るまで、日本におけるアヴァンギャルド映画の先駆的作品として歴史的に評価され、多くの映画史研究者によって、世界映画史における記念碑的作品として認められている。佐藤忠男は、本作を「日本映画史上にきわめて重要な一頁を刻んだ作品」と呼び、1910年代末から純映画劇運動などを通じて徐々に芸術性を獲得していった日本映画が、本作に至って、「ついに、当時の世界の映画の第一線のレベルに比肩し得るようになったと言える」と述べている。四方田犬彦は、本作が「日本映画史における金字塔」だあるだけでなく、「日本近代にあって泡粒のように浮かんでは消えて行った前衛的意志の、最初の勝利の一つ」であると述べている。1989年に『文藝春秋』が映画好きの著名人370人の投票をもとに発表した「大アンケートによる日本映画ベスト150」では113位に選出された。
本作は日本国外でもよく知られている作品であり、国際的に高く評価されている。1970年代にニュー・サウンド版が公開された時、イギリスの映画雑誌『サイト・アンド・サウンド』のジョン・ジレットは、「彼〔衣笠〕の抽象的イメージの使用はむしろラディカルであり、革新的である」と評し、『オブザーバー』のジョージ・メリーは『カリガリ博士』や『戦艦ポチョムキン』などの古典的作品と比べながら本作を紹介し、「衣笠貞之助はアベル・ガンス、セルゲイ・エイゼンシュテインと並んで映画的創造者のパンテオンに臨席することになるだろう」と評した。『ニューヨーク・タイムズ』のノラ・セイヤーは、1975年のニューヨーク公開時に「この催眠術的な作品は、50年近く昔の映画であるにもかかわらず、現代的な強烈さとスマートさを持ち合わせている」と評した。
ポルトガルの映画監督のパウロ・ローシャによると、1972年にリスボンで上映された際には、国立映画学校の学生たちから熱狂的な反応を受けたといい、「『狂った一頁』のような“新しい”作品の突然の登場は、1920年代の映画についてこれまで持たれていた我我の古い概念をすべて打ち壊し、驚きと興奮をまきおこし」たと述べている。ローシャは本作について、「この奇蹟の映画の中に表現主義、シュールレアリズム、未来主義といった、その時代の最良の声を聴くことが出来る」とし、「そのために、この『狂った一頁』は、今でも驚くほど新鮮で、時代を超越して、映画そのものの純粋さをもち、未来への映画芸術の道を誇示する」と述べている。
その後の日本国外の映画批評家の反応としては、1985年に『シカゴ・リーダー』のジョナサン・ローゼンバウムが、作品の表現主義的なスタイルやイメージ、狂気の描写を「驚くほど魅力的」であると称賛し、2016年には『Ozus' World Movie Reviews』のデニス・シュワルツが本作に「A」評価を下して、「大きな感情的な力のある、活気に満ちながらも不安にさせる作品」と評し、2002年には『ミッドナイト・アイ』のジャスパー・シャープが、「『狂つた一頁』は当時の映画製作者が知るあらゆる映画技術を駆使した、驚くべき映像の連続であなたを圧倒する。今でも衣笠の映画はヒナギクのように新鮮に見える」と評した。同年には『タイムアウト』も作品を称賛し、「これまでに見た中で最も過激で挑戦的な日本映画のひとつである」と評した。2021年には『スラントマガジン』が発表した「史上最高のホラー映画ベスト100」で51位にランクされた。
日本国外の映画史研究において、本作は1920年代の日本映画の中で最も頻繁に論じられてきた作品である。四方田によると、本作について言及した文献は、関係者の証言を別とすれば、日本語よりも英語で執筆されたものが多いという。アメリカの日本映画研究者のアーロン・ジェローは、2008年に本作を詳細に考察した研究書『A Page of Madness: Cinema and Modernity in 1920s Japan』をミシガン大学から刊行した。

## シナリオ収録刊行物
- 『キネマ旬報別冊 日本映画代表シナリオ全集 第2巻』（キネマ旬報社、1958年3月）
- 『川端康成全集 第1巻 伊豆の踊子』（新潮社、1959年11月30日）
- 『キネマ旬報別冊 日本映画シナリオ古典全集 第1巻』（キネマ旬報社、1965年12月）
- 『川端康成全集 第1巻 伊豆の踊子』（新潮社、1969年5月25日）
- 『衣笠貞之助監督2大作品 狂った一頁/十字路』（岩波ホール、1975年10月10日）
- 『川端康成全集 第2巻 小説2』（新潮社、1980年10月20日）